# معلم چهاری
معلم چهاری (زاده ۱۳۲۵ ولسوالی قلعه ذال ولایت قندوز) سیاستمدار افغانستان و نماینده مردم ولایت قندوز در دوره شانزدهم مجلس نمایندگان است. وی در مجلس شانزدهم نمایندگان افغانستان عضو کمیسیون مواصلات،مخابرات،امور انکشاف شهری، تهیه مسکن، تهیه آب و برق و امور شاروالی‌ها می‌باشد.

## زندگی‌نامه
معلم چهاری زاده ۱۳۲۵ از ولسوالی قلعه ذال ولایت قندوز می‌باشد. وی در سال ۱۳۵۰ از دارالمعلین قندوز فارغ‌التحصیل گردید.

## دیگر فعالیت‌ها
دیگر فعالیت‌های ایشان:
- معلم متوسطه آقتپه (1351)
- به حیث آمر جهاد حزب اسلامی قلعه زال (1360).
- رئیس تصدی شیرخان بندر(1371)
- ولسوال قلعه زال (1380).
- ولسوال علی آباد (1383).
- ولسوال چهاردهی (1385 الی 1387).